# Рустицький Йосип Олександрович
Йо́сип Олекса́ндрович Русти́цький (31 березня (12 квітня) 1839 — 13 (26) квітня 1912) — український хірург, доктор медицини, професор.

## Життєпис
Закінчив медичний факультет Київського університету (1861 рік). Працював лікарем у Києві, згодом у Петербурзі (помічником у П. Ф. Лесгафта). Відправився за кордон, був на театрі франко-пруської війни (1870-71 роки) як лікар, завідувач лазаретом спершу у Вейсенбурзі, а потім в Еперні. Після закінчення війни вирушив для удосконалення до Відня, Вюрцбурга і Парижа.
З 1876 року — доцент Київського Імператорського університету імені Святого Володимира, з 1893 року — професор кафедри оперативної хірургії з топографічною анатомією Казанського університету, а у 1897 році йому присудили ступінь ординарного професора і він перейшов до Київського університету.

## Праці
Рустицький став відомим в Європі в першу чергу своїми науковими працями про множинну мієлому («Multiples Myelom» («Deutsche Zeitschrift f. Chirurgie», т. III). У подальшому захворювання назвали «хворобою Рустицького — Калера».
Праці Рустицького (у німецьких і російських фахових журналах) присвячені вивченню поранень рогівки (1870 рік), нагноювальних процесів у кістках, злоякісних пухлин (зокрема, пухлин твердої мозкової оболони), питання історичної хірургії, зокрема:
- «К учению о заживлении ран роговицы» (диссертация, Киев, 1870)
- «К вопросу о лечении грыж» («Врач», № 34, 35 и 36, 1890)
- «Резекция теменной кости при повреждении мозга» («Хирургический Вестник», июнь и июль 1889)
- «Untersuchungen über Knocheneiterung» («Medicinische Jahrbucher», 1871)
- «Multiples Myelom» («Deutsche Zeitschrift f. Chirurgie», т. III)
- «Epithelialcarcinom der Dura Mater mit hyaliner Degeneration („Virchow's Archiv“, т. 59)
- „Untersuchungen über Knochenresorption und Riesenzellen“ (Virchow's Archiv», ib.)
- «Ein Fall von Abscessus retrosternalis mit Resection des Manubrium und der oberen Hälfte des Corpus sterni» («Deutsche Zeitschrift f. Chirurgie», т. XXVI).